# Chālakrūd
Chālakrūd (persiska: چالکرود) är en ort i Iran.   Den ligger i provinsen Mazandaran, i den norra delen av landet, 140 km norr om huvudstaden Teheran. Antalet invånare är 516.
Terrängen runt Chālakrūd är platt åt nordost, men åt sydväst är den kuperad.  Närmaste större samhälle är Tonekābon, 11,3 km sydost om Chālakrūd. 